# 西科爾斯基冰川

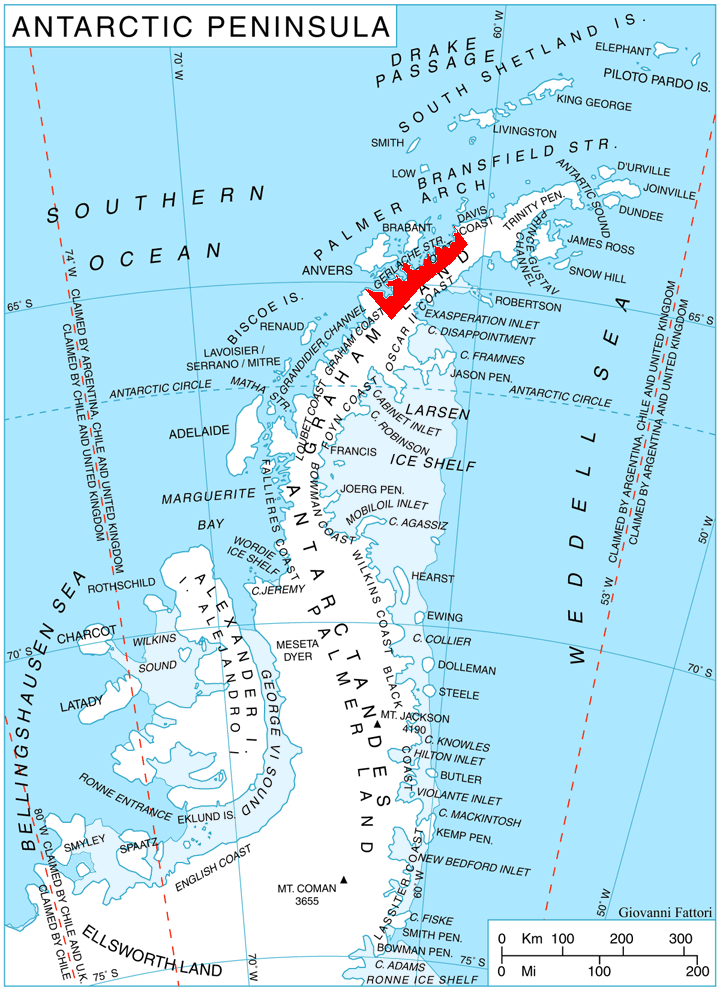

64°12′S 60°53′W / 64.200°S 60.883°W
西科爾斯基冰川（英語：Sikorsky Glacier），是南極洲的冰川，位於葛拉漢地的丹科海岸，最終注入休斯灣，由英國探險隊繪入地圖，現時由南極條約體系管理。